# ロス・インヘニオス渓谷
ロス・インヘニオス渓谷（Valle de los Ingenios）は、トリニダの外側およそ12 km に位置するサン・ルイス（San Luis）、サンタ・ロサ（Santa Rosa）、メイエル（Meyer）という3つの渓谷の総称である。ロス・インヘニオスとは「機械類」のことで、後述の製糖機械にちなむ名称であり、「砂糖の谷」の異名もある。山間に平坦な地形が広がっているため、日本語ではロス・インヘニオス盆地とも訳される。

## 製糖業
ロス・インヘニオス渓谷は、18世紀末から19世紀末まで砂糖生産の中心地であった。キューバにおけるサトウキビ生産の絶頂期には、渓谷では50以上の製糖工場が稼動し、3万人もの黒人奴隷が工場や周辺のサトウキビプランテーションで働かされていた。全体の面積は270 km2 で、70以上の製糖工場跡が残っている。
製糖業は、スペイン人がキューバに入植し始めた時点以来、重要な産業となっていた。スペイン人がサトウキビを島に持ちこんだのは1512年のことで、その交易はトリニダや周辺地域を豊かにした。18世紀末から19世紀には世界一の生産量を誇り、キューバの基幹産業になっていた。
気候と土壌はサトウキビ栽培に申し分がなく、精製された砂糖を出荷・輸出するのには、港、鉄道、道路などの交通網の充実が役立った。砂糖の品質劣化を避けるためには迅速な輸送が不可欠であり、その目的を達するために、1880年代にはロス・インヘニオス渓谷とトリニダ、そしてトリニダとは6km離れていた沿岸部のカシルダ（Casilda）とを結ぶ専用鉄道が敷設された。
ロス・インヘニオスはアガバマ川（Rio Agabama）、カラクセイ川（Rio Caracusey）、アイ川（Rio de Ay）、タヤバ川（Rio Tayaba）などから水を調達することができる。ヨーロッパ入植者が持ちこんだ病気と、奴隷としての粗悪な扱いによる使い捨てのせいで実質的に地元の先住民が死滅してしまったため、スペイン人のプランテーション経営者たちは、サトウキビ畑や工場で働かせるために、アフリカから奴隷を連れてくるようになった。1820年にスペイン人によって奴隷制が廃止されると、奴隷を輸入することは難しくなった。しかし、19世紀の独立戦争で終止符が打たれるまでは残存しており、その時に至ってようやく多くの製糖工場が放棄されるか停止するかした。

## 世界遺産
1988年にロス・インヘニオス渓谷は近隣のトリニダとともに、ユネスコの世界遺産リストに登録された。ほとんどの製糖工場は廃墟と化しているが、農園主の邸宅が残るグアチナンゴ（Guachinango）や、農園主の邸宅、監視塔、「バラコーネ」群（barracones）、奴隷の居住地区などが残るマナカ・イグナサ（Manaca Ignaza）の地所のように、無傷の建造物の残る遺跡もある。マナカ・イグナサの「バラコーネ」群は現在住居に使われているが、修繕は粗末である。これに対し、レストランに転用されている農園主の邸宅や監視塔は良く手入れされている。高さ45 m の監視塔、通称「イスナーガの塔」は、1830年から1835年にかけて、農園主アレホ・イスナーガ（Alejo Iznaga）が建てさせたものである。この塔はサトウキビプランテーションを360度見渡すことができ、奴隷たちを監視するのに使われていた。同時に、一時はキューバで最も高い建造物であったこの塔は、奴隷たちや製糖業界にイスナーガ家の権勢を見せ付ける象徴としても機能していた。かつては塔にあった大きな鐘は奴隷たちに一日の労働の終わりを告げていたが、その鐘は現在塔の下に置かれている。

### 登録基準
この世界遺産は世界遺産登録基準のうち、以下の条件を満たし、登録された（以下の基準は世界遺産センター公表の登録基準からの翻訳、引用である）。
- (4) 人類の歴史上重要な時代を例証する建築様式、建築物群、技術の集積または景観の優れた例。
- (5) ある文化（または複数の文化）を代表する伝統的集落、あるいは陸上ないし海上利用の際立った例。もしくは特に不可逆的な変化の中で存続が危ぶまれている人と環境の関わりあいの際立った例。

## ギャラリー

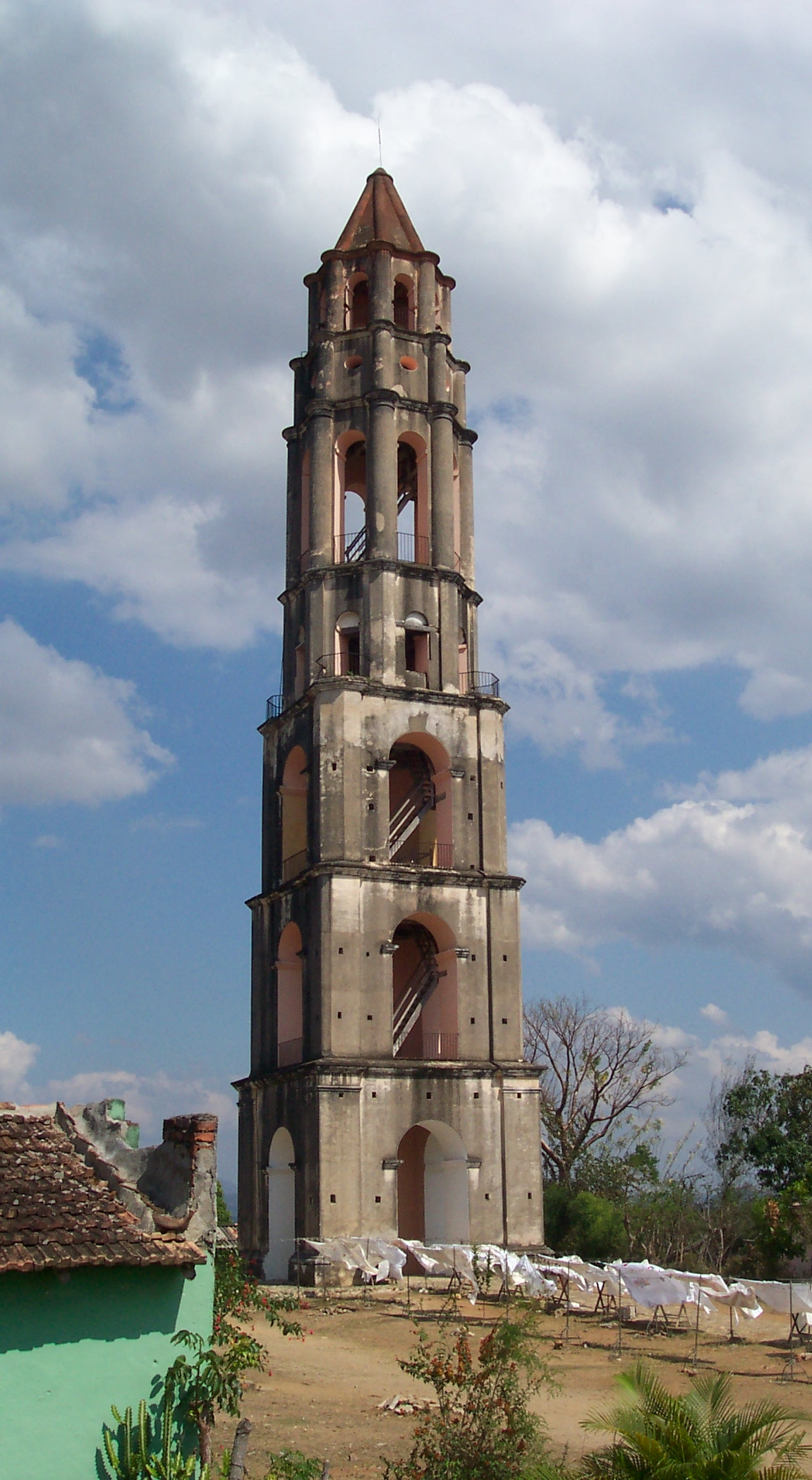
イスナーガの塔
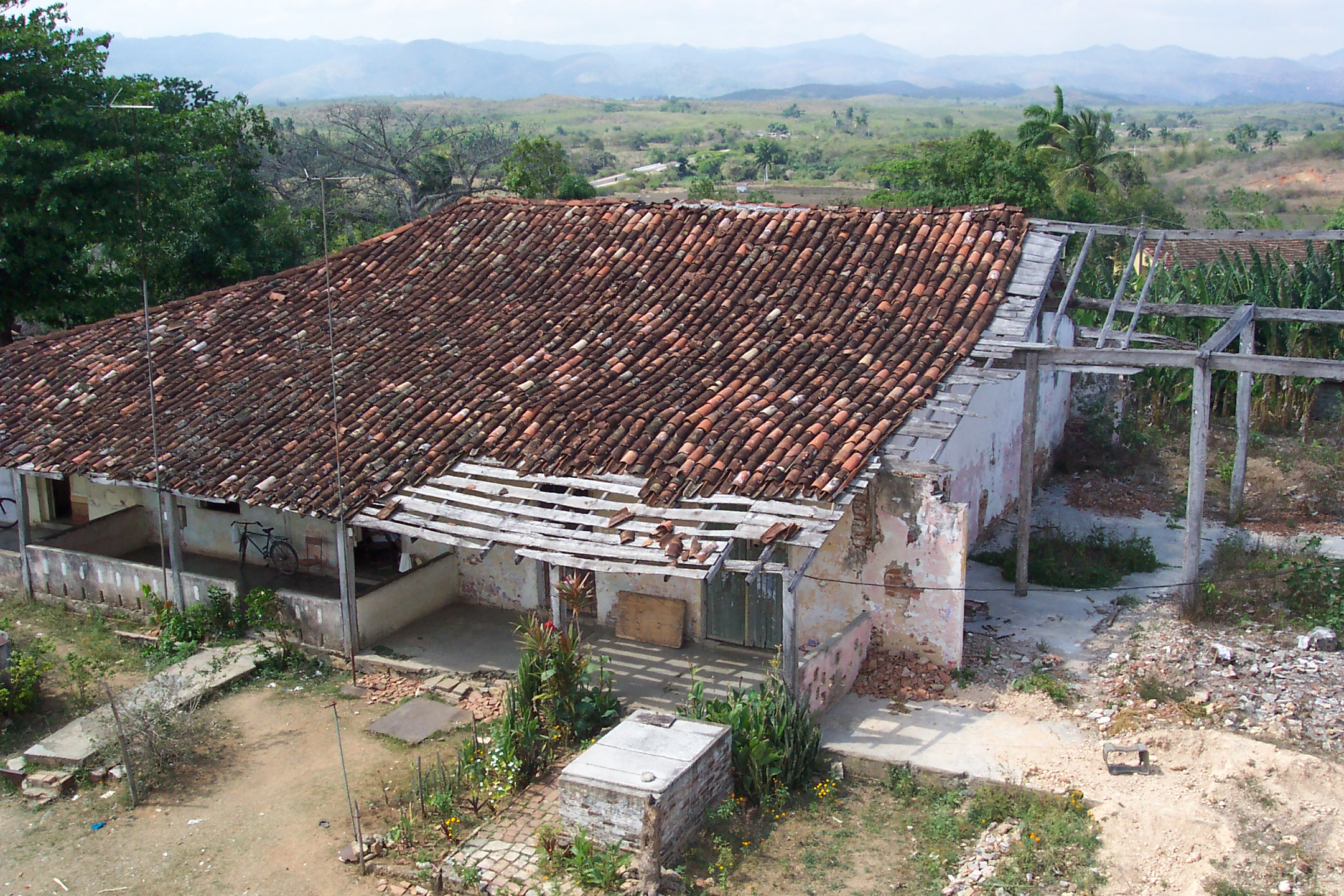
マナカ・イグナサの奴隷住居（barracón）
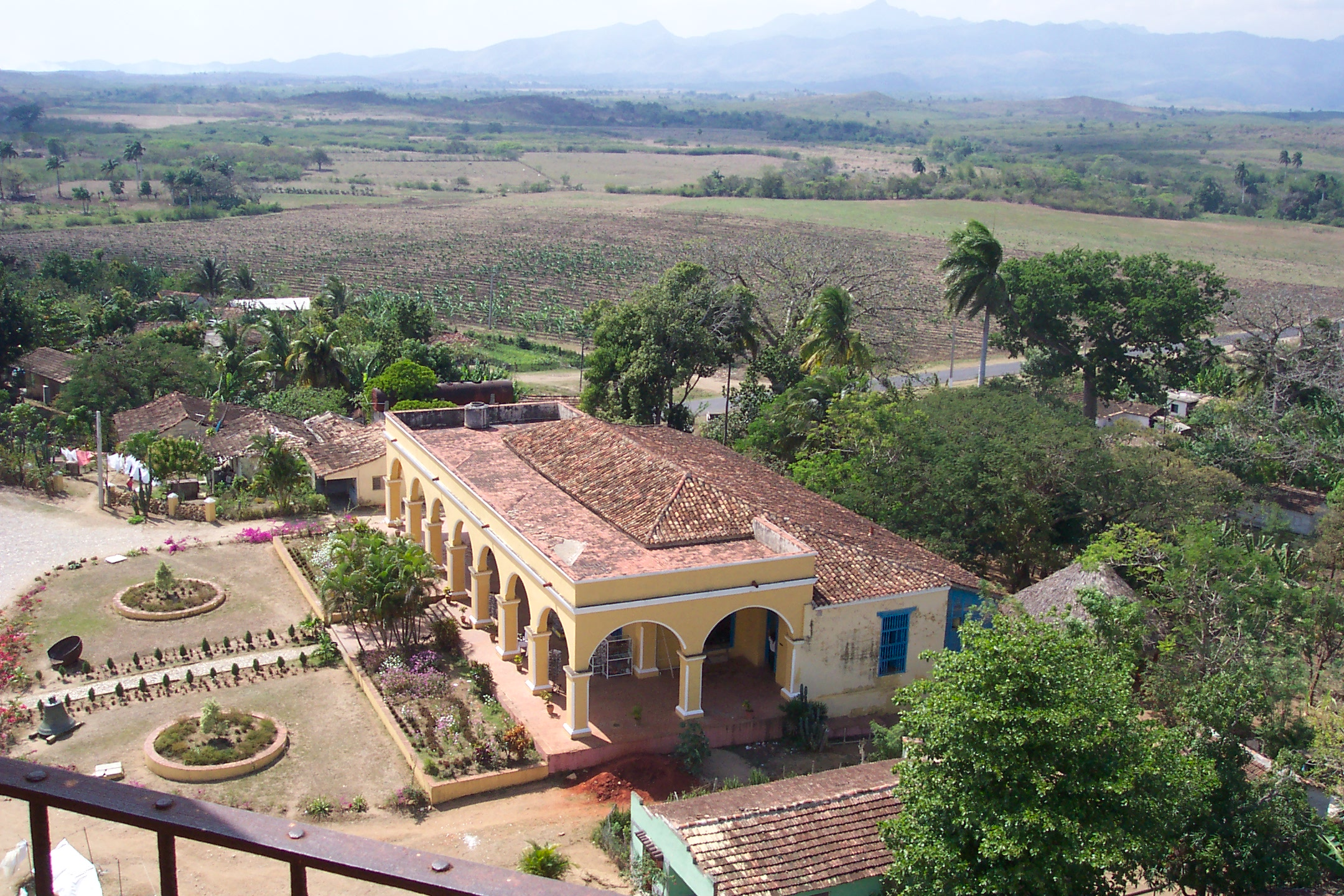
マナカ・イグナサの邸宅
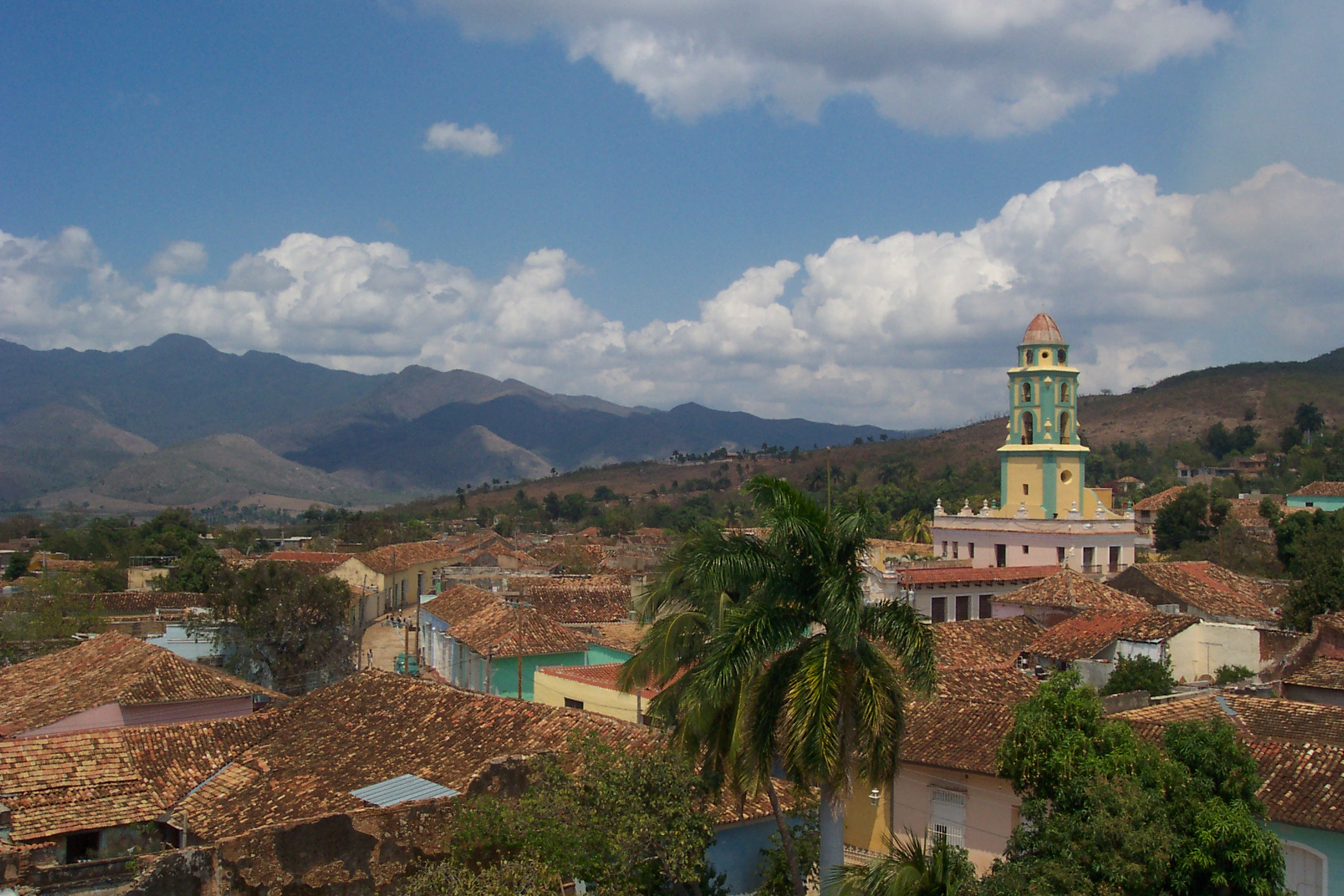
トリニダから見たロシ・インヘニオス